# حيتان باكستانية
الحيتان الباكستانية (الاسم العلمي:†Pakicetidae) هي فصيلة منقرضة من الثدييات تتبع رتبة مزدوجات الأصابع.

## التصنيف
- حوت الباكستان (الاسم العلمي:†Pakicetus)
- حوت نالا
- سارق السمك